# Hydroides gairacensis
Hydroides gairacensis är en ringmaskart som beskrevs av Augener 1934. Hydroides gairacensis ingår i släktet Hydroides och familjen Serpulidae. Inga underarter finns listade i Catalogue of Life.